# Mimudea pectinalis
Mimudea pectinalis là một loài bướm đêm trong họ Crambidae.